# Nick Saloman
Nick Saloman (...) è un cantautore e musicista britannico.
È il fondatore e frontman del gruppo musicale The Bevis Frond, la cui musica ispirata al rock degli anni sessanta spazia dall'indie rock al rock psichedelico.
Saloman, con il suo progetto The Bevis Frond, ha inciso 21 album, la maggior parte autoprodotti e pubblicati dalla etichetta di sua proprietà, la Woronzow. Per le sue registrazioni artigianali è stato un precursore del genere lo-fi.. Saloman è anche coeditore del periodico musicale di rock psichedelico Ptolemaic Terrascope.

## Biografia
Saloman forma il primo gruppo i Bevis Frond Museum, durante gli anni scolastici. Prosegue come solista, fa parte dei Von Trapp Family negli anni settanta. Nel 1986, grazie a un risarcimento danni conseguente ad un incidente motociclistico del 1982 che lo aveva costretto ad abbandonare il gruppo, pubblica per la Woronzow Records, etichetta da lui creata, il primo album di The Bevis Frond, Miasma, e inizia a tenere abitualmente concerti venendo apprezzato dalla critica di settore.
Nel 1987 Saloman dà vita a un progetto parallelo con il chitarrista Bari Watts: gli Outskirts Of Infinity. Nel 1988 pubblica l'album Triptych, ispirato sia al blues rock che al folk rock di matrice Byrds.
Nel 1990 ha abbastanza soldi per permettersi di affittare uno studio professionale, viene così pubblicato l'album Any Gas Faster. Il disco viene diffuso anche in Italia, trasmesso frequentemente da Radio Rock (Roma).
Nick Saloman ha scritto inoltre molti brani per la cantante Mary Lou Lord.